# Élections législatives de 1988 dans les Vosges
Les élections législatives françaises de 1988  se déroulent les 5 et 12 juin 1988. Dans le département des Vosges, quatre députés sont à élire dans le cadre de quatre circonscriptions.

## Élus
| Circonscription | Député sortant        | Parti                 | Parti                 | Député élu ou réélu | Parti | Parti         |
| --------------- | --------------------- | --------------------- | --------------------- | ------------------- | ----- | ------------- |
| 1re             | Scrutin proportionnel | Scrutin proportionnel | Scrutin proportionnel | Philippe Séguin     |       | RPR           |
| 2e              | Scrutin proportionnel | Scrutin proportionnel | Scrutin proportionnel | Christian Pierret   |       | PS            |
| 3e              | Scrutin proportionnel | Scrutin proportionnel | Scrutin proportionnel | Christian Spiller   |       | Divers droite |
| 4e              | Scrutin proportionnel | Scrutin proportionnel | Scrutin proportionnel | Serge Beltrame      |       | PS            |

## Positionnement des partis
L'UDF et le RPR se présentent unis sous l'étiquette « Union du Rassemblement et du Centre » tandis que les candidats du Parti socialiste se rangent sous la bannière de la « Majorité présidentielle pour la France unie », slogan de la campagne présidentielle de François Mitterrand.

## Résultats

### Résultats à l'échelle du département
| Parti          | Parti                               | Premier tour | Premier tour | Second tour | Second tour | Sièges |
| Parti          | Parti                               | Voix         | %            | Voix        | %           | Sièges |
| -------------- | ----------------------------------- | ------------ | ------------ | ----------- | ----------- | ------ |
|                | Parti socialiste                    | 59 392       | 32,23        | 46 551      | 30,98       | 2      |
|                | Divers gauche (Maj. prés.)          | 21 134       | 11,47        | 26 984      | 17,96       | 0      |
|                | La France unie                      | 80 526       | 43,70        | 73 535      | 48,94       | 2      |
|                |                                     |              |              |             |             |        |
|                | Rassemblement pour la République    | 53 160       | 28,85        | 52 439      | 27,32       | 1      |
|                | Union pour la démocratie française  | 15 123       | 8,21         |             |             | 0      |
|                | Divers droite                       | 11 893       | 6,45         | 24 289      | 16,16       | 1      |
|                | Union du Rassemblement et du Centre | 80 176       | 43,51        | 76 728      | 51,06       | 2      |
|                |                                     |              |              |             |             |        |
|                | Front national                      | 13 927       | 7,56         |             |             | 0      |
|                | Parti communiste français           | 9 662        | 5,24         | 0           |             |        |
|                |                                     |              |              |             |             |        |
| Inscrits       | Inscrits                            | 275 230      | 100,00       | 204 087     | 100,00      | 4      |
| Abstentions    | Abstentions                         | 85 039       | 30,9         | 49 293      | 24,15       |        |
| Votants        | Votants                             | 190 191      | 69,1         | 154 794     | 75,85       |        |
| Blancs et nuls | Blancs et nuls                      | 5 900        | 3,1          | 4 531       | 2,93        |        |
| Exprimés       | Exprimés                            | 184 291      | 96,9         | 150 263     | 97,07       |        |

### Résultats par circonscription

#### Première circonscription (Épinal)
| Candidat       | Candidat                      | Parti                      | Premier tour | Premier tour | Second tour | Second tour |  |
| Candidat       | Candidat                      | Parti                      | Voix         | %            | Voix        | %           |  |
| -------------- | ----------------------------- | -------------------------- | ------------ | ------------ | ----------- | ----------- |  |
|                | Philippe Séguin sortant réélu | RPR (URC)                  | 23 138       | 46,94        | 27 133      | 50,14       |  |
|                | Gérard Welzer sortant         | Divers gauche (Maj. prés.) | 21 134       | 42,87        | 26 984      | 49,86       |  |
|                | Bernard Freppel               | FN                         | 3 047        | 6,18         |             |             |  |
|                | Pierre Mauffrey               | PCF                        | 1 974        | 4            |             |             |  |
|                |                               |                            |              |              |             |             |  |
| Inscrits       | Inscrits                      | Inscrits                   | 71 749       | 100,00       | 71 744      | 100,00      |  |
| Abstentions    | Abstentions                   | Abstentions                | 21 023       | 29,3         | 16 085      | 22,42       |  |
| Votants        | Votants                       | Votants                    | 50 726       | 70,7         | 55 659      | 77,58       |  |
| Blancs et nuls | Blancs et nuls                | Blancs et nuls             | 1 433        | 2,82         | 1 542       | 2,77        |  |
| Exprimés       | Exprimés                      | Exprimés                   | 49 293       | 97,18        | 54 117      | 97,23       |  |

#### Deuxième circonscription (Saint-Dié)
|                | Christian Pierret sortant réélu | PS             | 23 416 | 51,67  |  |  |  |
|                | Jean-Pierre Thomas              | UDF (PR) (URC) | 15 123 | 33,37  |  |  |  |
|                | Franck Dal Magro                | FN             | 3 563  | 7,86   |  |  |  |
|                | Christian Staphe                | PCF            | 3 217  | 7,1    |  |  |  |
|                |                                 |                |        |        |  |  |  |
| Inscrits       | Inscrits                        | Inscrits       | 71 115 | 100,00 |  |  |  |
| Abstentions    | Abstentions                     | Abstentions    | 24 098 | 33,89  |  |  |  |
| Votants        | Votants                         | Votants        | 47 017 | 66,11  |  |  |  |
| Blancs et nuls | Blancs et nuls                  | Blancs et nuls | 1 698  | 3,61   |  |  |  |
| Exprimés       | Exprimés                        | Exprimés       | 45 319 | 96,39  |  |  |  |

#### Troisième circonscription (Remiremont)
| Candidat       | Candidat              | Parti          | Premier tour | Premier tour | Second tour | Second tour |  |
| Candidat       | Candidat              | Parti          | Voix         | %            | Voix        | %           |  |
| -------------- | --------------------- | -------------- | ------------ | ------------ | ----------- | ----------- |  |
|                | Guy Vaxelaire         | PS             | 15 535       | 36,05        | 20 901      | 46,25       |  |
|                | Christian Spiller élu | Divers droite  | 11 893       | 27,6         | 24 289      | 53,75       |  |
|                | Gérard Grivet         | RPR (URC)      | 10 395       | 24,12        | Retrait     | Retrait     |  |
|                | Jean-Yves Douissard   | FN             | 3 401        | 7,89         |             |             |  |
|                | Hubert Perrin         | PCF            | 1 870        | 4,34         |             |             |  |
|                |                       |                |              |              |             |             |  |
| Inscrits       | Inscrits              | Inscrits       | 63 985       | 100,00       | 63 978      | 100,00      |  |
| Abstentions    | Abstentions           | Abstentions    | 19 598       | 30,63        | 17 239      | 26,95       |  |
| Votants        | Votants               | Votants        | 44 387       | 69,37        | 46 739      | 73,05       |  |
| Blancs et nuls | Blancs et nuls        | Blancs et nuls | 1 293        | 2,91         | 1 549       | 3,31        |  |
| Exprimés       | Exprimés              | Exprimés       | 43 094       | 97,09        | 45 190      | 96,69       |  |

#### Quatrième circonscription (Neufchâteau)
| Candidat       | Candidat              | Parti          | Premier tour | Premier tour | Second tour | Second tour |  |
| Candidat       | Candidat              | Parti          | Voix         | %            | Voix        | %           |  |
| -------------- | --------------------- | -------------- | ------------ | ------------ | ----------- | ----------- |  |
|                | Serge Beltrame élu    | PS             | 20 441       | 43,88        | 25 650      | 50,34       |  |
|                | Alain Jacquot sortant | RPR (URC)      | 19 627       | 42,13        | 25 306      | 49,66       |  |
|                | François Sage         | FN             | 3 916        | 8,41         |             |             |  |
|                | Maria Rouyer          | PCF            | 2 601        | 5,58         |             |             |  |
|                |                       |                |              |              |             |             |  |
| Inscrits       | Inscrits              | Inscrits       | 68 381       | 100,00       | 68 365      | 100,00      |  |
| Abstentions    | Abstentions           | Abstentions    | 20 320       | 29,72        | 15 969      | 23,36       |  |
| Votants        | Votants               | Votants        | 48 061       | 70,28        | 52 396      | 76,64       |  |
| Blancs et nuls | Blancs et nuls        | Blancs et nuls | 1 476        | 3,07         | 1 440       | 2,75        |  |
| Exprimés       | Exprimés              | Exprimés       | 46 585       | 96,93        | 50 956      | 97,25       |  |